# 웨이팡시
웨이팡시(중국어 간체자: 濰坊, 병음: Wéifāng)은 중화인민공화국 산둥성에 위치하는 지급시이다.

## 역사
웨이팡은 유명한 역사문화 도시이며, 풍부한 명승고적 관광 자원을 많이 가지고 있다. 7000년 전 신석기 시대부터, 이 지역에는 씨족 집단의 사람들이 한가로운 생활을 영위하고 있었다. 하나라에서부터 은나라 대에는 짐관, 한, 삼수의 봉국이 설치되었고, 주나라 초에는 무왕에 의해 태공망이 제나라 왕에 봉쇄되어 영구(현재의 창락현)를 도성으로 정하였다. 춘추 시대에는 시역은 제나라, 노나라, 기나라, 등에 분할되었고, 전국 시대에는 시역의 대부분은 제나라의 세력권이었고, 일부는 류나라, 노나라에 속했다.
칭저우는 중국 역사상 군사적 요충지였다. 웨이팡 시내에는 달랐던 시기의 문화군 지대가 남겨져 있어, 고대 유적, 고대 건축물, 고대 석각과 조상 등 고정 문화재가 1800여 곳 이상이 있다. 그 중 국가급의 중요문화재 보호지정을 받은 것이 세 곳, 성급 중요문화재 보호지정을 받은 것이 27 곳, 현급 중요문화재 보호지정을 받은 것이 400여 곳이 있다.

## 지리
웨이팡은 산둥성 중부에 위치하며, 동쪽은 칭다오시, 옌타이시와 인접하고, 서쪽은 쯔보시, 둥잉시, 남쪽은 린이시, 르자오시와 접하며, 북쪽은 발해의 보하이해에 접한다.
| 웨이팡시의 기후                                               | 웨이팡시의 기후 | 웨이팡시의 기후 | 웨이팡시의 기후 | 웨이팡시의 기후 | 웨이팡시의 기후 | 웨이팡시의 기후 | 웨이팡시의 기후 | 웨이팡시의 기후 | 웨이팡시의 기후 | 웨이팡시의 기후 | 웨이팡시의 기후 | 웨이팡시의 기후 | 웨이팡시의 기후 |
| 월                                                            | 1월             | 2월             | 3월             | 4월             | 5월             | 6월             | 7월             | 8월             | 9월             | 10월            | 11월            | 12월            | 연간            |
| ------------------------------------------------------------- | --------------- | --------------- | --------------- | --------------- | --------------- | --------------- | --------------- | --------------- | --------------- | --------------- | --------------- | --------------- | --------------- |
| 역대 최고 기온 °C (°F)                                        | 17.6 (63.7)     | 24.2 (75.6)     | 31.5 (88.7)     | 34.9 (94.8)     | 40.7 (105.3)    | 41.4 (106.5)    | 39.5 (103.1)    | 37.3 (99.1)     | 39.0 (102.2)    | 35.8 (96.4)     | 26.3 (79.3)     | 22.6 (72.7)     | 41.4 (106.5)    |
| 일평균 최고 기온 °C (°F)                                      | 3.5 (38.3)      | 7.1 (44.8)      | 13.6 (56.5)     | 20.4 (68.7)     | 26.1 (79.0)     | 30.3 (86.5)     | 31.6 (88.9)     | 30.4 (86.7)     | 27.0 (80.6)     | 21.1 (70.0)     | 12.8 (55.0)     | 5.7 (42.3)      | 19.1 (66.4)     |
| 일일 평균 기온 °C (°F)                                        | −2.3 (27.9)     | 0.8 (33.4)      | 6.7 (44.1)      | 13.6 (56.5)     | 19.6 (67.3)     | 24.1 (75.4)     | 26.7 (80.1)     | 25.6 (78.1)     | 21.2 (70.2)     | 14.7 (58.5)     | 6.8 (44.2)      | 0.0 (32.0)      | 13.1 (55.6)     |
| 일평균 최저 기온 °C (°F)                                      | −6.6 (20.1)     | −4.2 (24.4)     | 1.0 (33.8)      | 7.4 (45.3)      | 13.4 (56.1)     | 18.6 (65.5)     | 22.5 (72.5)     | 21.7 (71.1)     | 16.2 (61.2)     | 9.5 (49.1)      | 2.0 (35.6)      | −4.2 (24.4)     | 8.1 (46.6)      |
| 역대 최저 기온 °C (°F)                                        | −17.2 (1.0)     | −17.9 (−0.2)    | −11.6 (11.1)    | −6.8 (19.8)     | 0.9 (33.6)      | 6.3 (43.3)      | 12.9 (55.2)     | 13.0 (55.4)     | 4.0 (39.2)      | −4.3 (24.3)     | −11.7 (10.9)    | −16.5 (2.3)     | −17.9 (−0.2)    |
| 평균 강수량 mm (인치)                                         | 6.4 (0.25)      | 12.7 (0.50)     | 12.8 (0.50)     | 27.9 (1.10)     | 48.7 (1.92)     | 76.9 (3.03)     | 131.1 (5.16)    | 160.0 (6.30)    | 52.9 (2.08)     | 28.1 (1.11)     | 26.6 (1.05)     | 10.3 (0.41)     | 594.4 (23.41)   |
| 평균 강수일수 (≥ 0.1 mm)                                      | 2.9             | 3.2             | 3.3             | 5.3             | 6.6             | 7.7             | 11.4            | 11.5            | 6.0             | 5.2             | 4.6             | 3.9             | 71.6            |
| 평균 강설일수                                                 | 3.8             | 3.5             | 1.3             | 0.1             | 0               | 0               | 0               | 0               | 0               | 0               | 0.8             | 2.7             | 12.2            |
| 평균 상대 습도 (%)                                            | 64              | 61              | 56              | 58              | 62              | 66              | 77              | 80              | 73              | 68              | 67              | 64              | 66              |
| 평균 월간 일조시간                                            | 166.1           | 167.9           | 218.0           | 234.6           | 258.7           | 224.9           | 192.2           | 193.5           | 202.7           | 197.5           | 165.6           | 165.6           | 2,387.3         |
| 가능 일조율                                                   | 54              | 55              | 58              | 59              | 59              | 51              | 43              | 47              | 55              | 57              | 55              | 55              | 54              |
| 출처: 중국기상국 (평년값: 1991년~2020년, 극값: 1971년~2010년) |                 |                 |                 |                 |                 |                 |                 |                 |                 |                 |                 |                 |                 |

## 행정 구역
4개의 시할구와 6개의 현급시, 2개의 현을 관할하고 있다.
| #      | 이름     | 간자   | 웨이팡시 현급 행정 구역 |
| ------ | -------- | ------ | ----------------------- |
| 시할구 |          |        |                         |
| 1      | 웨이청구 | 潍城区 |                         |
| 2      | 쿠이원구 | 奎文区 |                         |
| 3      | 팡쯔구   | 坊子区 |                         |
| 4      | 한팅구   | 寒亭区 |                         |
| 현급시 |          |        |                         |
| 5      | 서우광시 | 寿光市 |                         |
| 6      | 창이시   | 昌邑市 |                         |
| 7      | 가오미시 | 高密市 |                         |
| 8      | 안추시   | 安丘市 |                         |
| 9      | 주청시   | 诸城市 |                         |
| 10     | 칭저우시 | 青州市 |                         |
| 현     |          |        |                         |
| 11     | 창러현   | 昌乐县 |                         |
| 12     | 린추현   | 临朐县 |                         |

## 경제
웨이팡은 거대 디젤 엔진회사인 웨이차이와 그 공장이 위치해있다. 한팅 구의 양자부 마을은 민속 목판인쇄와 연 생산으로 유명하다. 웨이팡은 '국제적인 연의 수도'로 여겨지고 매년 봄에 국제 연 축제를 개최한다.

## 문화

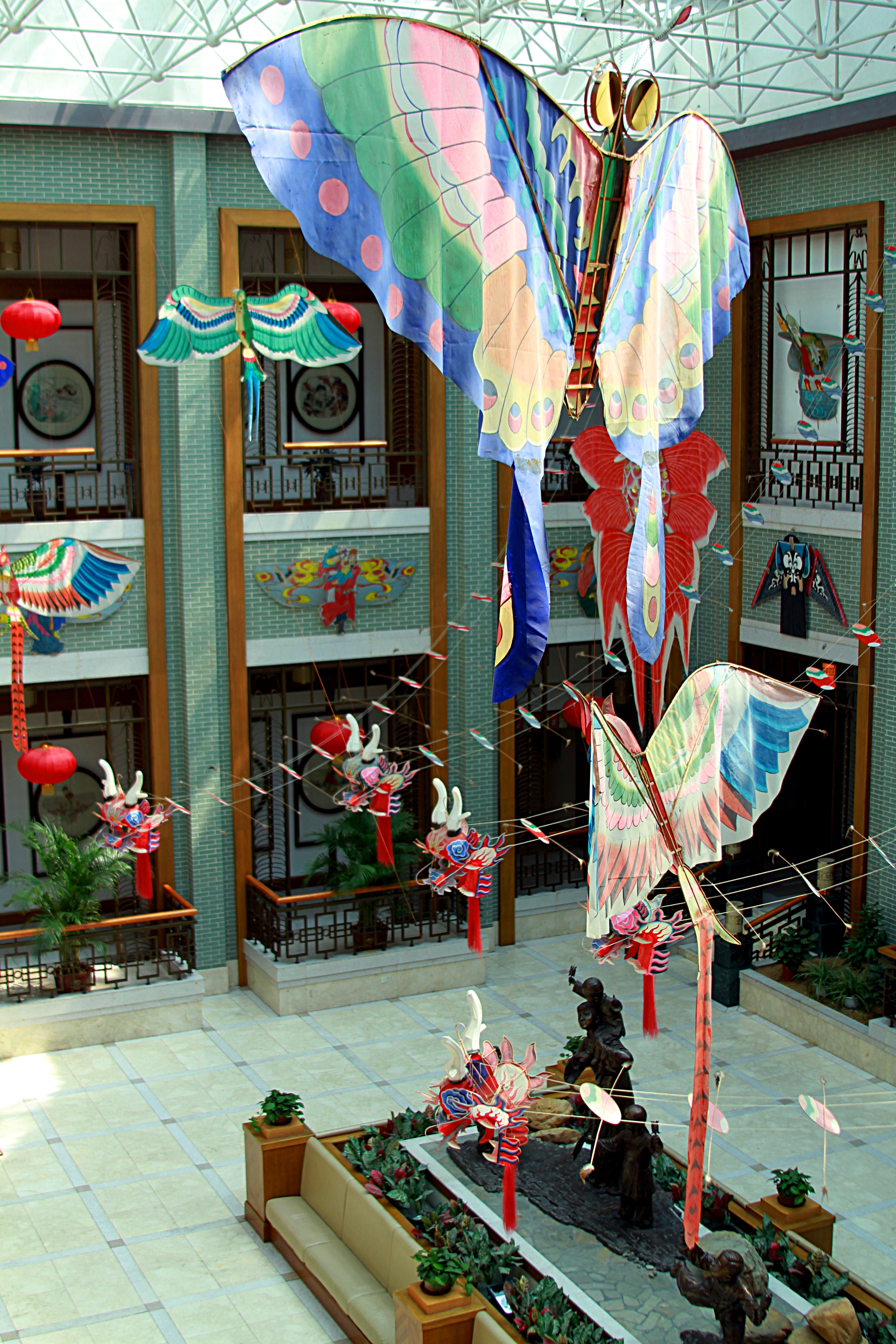
웨이팡 연 박물관

현재 웨이팡 시내에는 각 시대의 문화 유적이 남아 있으며, 고대 유적, 고대 건축, 고대 석각과 동상 등 고정 문화재가 1800여 곳이 있고, 그 중 국가급 중요 문화재 보호 지정을 받은 것이 3개, 성급 중요 문화재 보호 지정을 받은 것이 27개, 현급 중요 문화재 보호 지정을 받은 400여개 소가 있다.
또한 웨이팡은 연날리기로 세계적으로 유명한 도시이다. 1984년 4월 1일, 웨이팡 인민정부는 한 미국인의 제안에 따라 제1회 세계연날리기 대회를 개최하였고, 이후 매년 세계 연날리기 대형 이벤트가 개최되고 있다.

## 교육
- 웨이팡직업학원

3년제 전문직업대학으로 한국어전공학과가 개설되어 있으며, 한국인 강사가 한국어 교육에 참여하고 있다.
- 웨이팡학원
- 웨이팡의학원

## 유명 인물
- 정현 - 후한의 유학자
- 모옌 - 중화인민공화국의 문학가